# 半高盖站
半高蓋站（：／ Bangogae yeok */?，亦有譯作小嶺站）是大邱地鐵2號線沿線的一座地下車站，位於韓國大邱廣域市達西區內唐洞，韓語副站名為「열린큰醫院」（열린큰병원）。

## 車站結構
站體為1面2線島式月台的地下車站，候車月台設有月台幕門，並有4處出口。

### 月台配置
| 內唐 ↑   |
| 下 上 \| |
| ↓ 青蘿坡 |

| 月台 | 路線               | 目的地                   |
| ---- | ------------------ | ------------------------ |
| 上行 | ●大邱都市鐵道2號線 | 頭流、龍山、汶陽方向     |
| 下行 | ●大邱都市鐵道2號線 | 半月堂、泛魚、嶺南大方向 |

## 历史
- 2005年10月18日：开通使用。

## 車站周邊
- 大邱銀行內唐洞分行
- 韓國農業協會西大邱支社
- 西大邱市場
- 西門市場
- 大邱中部消防署
- 頭流1洞住民中心
- 內唐2洞治安中心

## 相鄰車站
大邱都市鐵道公社
●大邱都市鐵道2號線
內唐（227）－半高蓋（228）－青蘿坡（229）